# Морозовське сільське поселення (Верховазький район)
Моро́зовське сільське поселення (рос. Морозовское сельское поселение) — сільське поселення у складі Верховазького району Вологодської області Росії.
Адміністративний центр — село Морозово.

## Населення
Населення сільського поселення становить 831 особа (2019; 940 у 2010, 1177 у 2002).

## Історія
Станом на 1999 рік до складу Морозовської сільської ради входили 19 населених пунктів. 2006 року сільрада перетворена в сільське поселення.

## Склад
До складу сільського поселення входять:
| Населений пункт         | Населення, осіб (2002) | Населення, осіб (2010) |
| ----------------------- | ---------------------- | ---------------------- |
| Артемьєвська, присілок  | 146                    | 103                    |
| Борова Пустош, присілок | 18                     | 8                      |
| Бушницька, присілок     | 3                      | 7                      |
| Євсюнінська, присілок   | 51                     | 45                     |
| Захаровська, присілок   | 39                     | 25                     |
| Калитинська, присілок   | 0                      | 0                      |
| Машковська, присілок    | 21                     | 23                     |
| Михайловська, присілок  | 23                     | 17                     |
| Мінинська, присілок     | 17                     | 26                     |
| Мокієвська, присілок    | 61                     | 44                     |
| Морозово, село          | 158                    | 137                    |
| Олотінська, присілок    | 11                     | 6                      |
| Островська, присілок    | 8                      | 5                      |
| Пежма, селище           | 383                    | 291                    |
| Сбоєвська, присілок     | 9                      | 10                     |
| Силинська-1, присілок   | 103                    | 87                     |
| Силинська-2, присілок   | 9                      | 3                      |
| Фоминська, присілок     | 69                     | 66                     |
| Харитоновська, присілок | 48                     | 37                     |